# Venturia texana
Venturia texana là một loài tò vò trong họ Ichneumonidae.